# Deborah Bryant
Deborah Irene Bryant, née le 29 janvier 1946 à Overland Park dans le Kansas aux États-Unis, est couronnée Miss Kansas (en) 1965, puis Miss America 1966.

## Source de la traduction
- (en) Cet article est partiellement ou en totalité issu de l’article de Wikipédia en anglais intitulé « Deborah Bryant » (voir la liste des auteurs).